# Hjertestarter (album)
 For alternative betydninger, se Hjertestarter. (Se også artikler, som begynder med Hjertestarter)
Hjertestarter er det femte studiealbum af den danske rockgruppe Nephew, der udkom den 2. november 2012 på Copenhagen Records. Albummet er produceret af gruppens faste samarbejdspartner Carsten Heller, og er indspillet på Rubjerg Gods i marts 2012. Musikalsk er Hjertestarter mere rocket end tidligere, mens det på tekstsiden "vende[r] fokusset indad denne gang" i følge forsanger og sangskriver Simon Kvamm. Efter udgivelsen af albummet meddelte Nephew, at de ville holde pause på ubestemt tid, men i 2019 vendte de tilbage med Ring—i—Ring.
Titelnummeret udkom som albummets første single den 27. august 2012. Singlen debuterede på førstepladsen af single-hitlisten, og modtog i november 2012 guld for 15.000 downloads. "Klokken 25" blev udgivet anden single den 5. november 2012. Singlen opnåede en 19. plads på hitlisten. "Gå med dig" blev udgivet som albummets tredje single, i en ny version med sangerinden Marie Key den 4. marts 2013.
Hjertestarter debuterede på førstepladsen af album-hitlisten efter at have været tilgængelig i blot tre dage. I samme periode solgte albummet 6169 eksemplarer. Den efterfølgende uge forsvarede albummet sin førsteplads med et salg på 3364 eksemplarer. I sin tredje uge på hitlisten faldt Hjertestarter til en andenplads med 2227 solgte eksemplarer. Hjertestarter var det ottende mest solgte album i 2012 i Danmark. I april 2014 modtog albummet dobbelt-platin for 40.000 bestilte eksemplarer.
I 2016 fortalte Simon Kvamm at han forsøgte at udleve signe egne ambitioner om en solokarriere på albummet: "Jeg kan jo godt lide at tage styring, og på den plade tog jeg den nok lidt for meget over på min bane sangskrivningsmæssigt. Og det er jo hverken rigtigt for mig eller for bandet."

## Spor
Alt tekst skrevet af Simon Kvamm, alt musik komponeret af Nephew.
| #   | Titel                                      | Længde |
| --- | ------------------------------------------ | ------ |
| 1.  | "Hjertestarter"                            | 4:43   |
| 2.  | "Klokken 25"                               | 4:03   |
| 3.  | "Alt er hårdt"                             | 4:37   |
| 4.  | "Åh Gud (Jeg håber du holder øje med mig)" | 5:53   |
| 5.  | "Tak du"                                   | 4:35   |
| 6.  | "Gå med dig"                               | 4:32   |
| 7.  | "De satans hæmninger"                      | 5:32   |
| 8.  | "Søndagsbange"                             | 4:20   |
| 9.  | "Alt er synd"                              | 5:44   |
| 10. | "Fem rum"                                  | 5:17   |

## Hitlister og certificeringer
| Hitliste (2012) | Højeste placering |
| --------------- | ----------------- |
| Danmark         | 1                 |

| Hitliste (2012) | Placering |
| --------------- | --------- |
| Danmark         | 8         |
| Hitliste (2013) | Placering |
| Danmark         | 19        |

| Land (Organisation) | Certificering |
| ------------------- | ------------- |
| Danmark (IFPI)      | 2× Platin     |

| 2012                                                             | "Hjertestarter"                    | 1  | —  | - Guld (download) - Platin (streaming)   |
| 2012                                                             | "Klokken 25"                       | 19 | —  | - Guld (streaming)                       |
| 2013                                                             | "Gå med dig" (featuring Marie Key) | 1  | 19 | - Platin (download) - Platin (streaming) |
| 2013                                                             | "Søndagsbange"                     | —  | —  |                                          |
| "—" markerer en udgivelse der ikke opnåede en hitlisteplacering. |                                    |    |    |                                          |